# دینگس (ویرجینیای غربی)
دینگس (به انگلیسی: Dingess) یک منطقهٔ مسکونی در ایالات متحده آمریکا است که در شهرستان مینگو، ویرجینیای غربی واقع شده‌است. دینگس ۲۹۵٫۹۶ متر بالاتر از سطح دریا واقع شده‌است.